# 卡皮托
卡皮托（英語：Gaius Ateius Capito (jurist)），约活动于公元1世纪前后。他曾担任公元5年的执政官，为著名的古罗马法律作家之一。

## 扩展阅读
- Der kleine Pauly. Lexikon der Antike. München 1979
- Tacitus, Annals
- Frontinus, De aquis urbis Romae